# Bruce Foxton

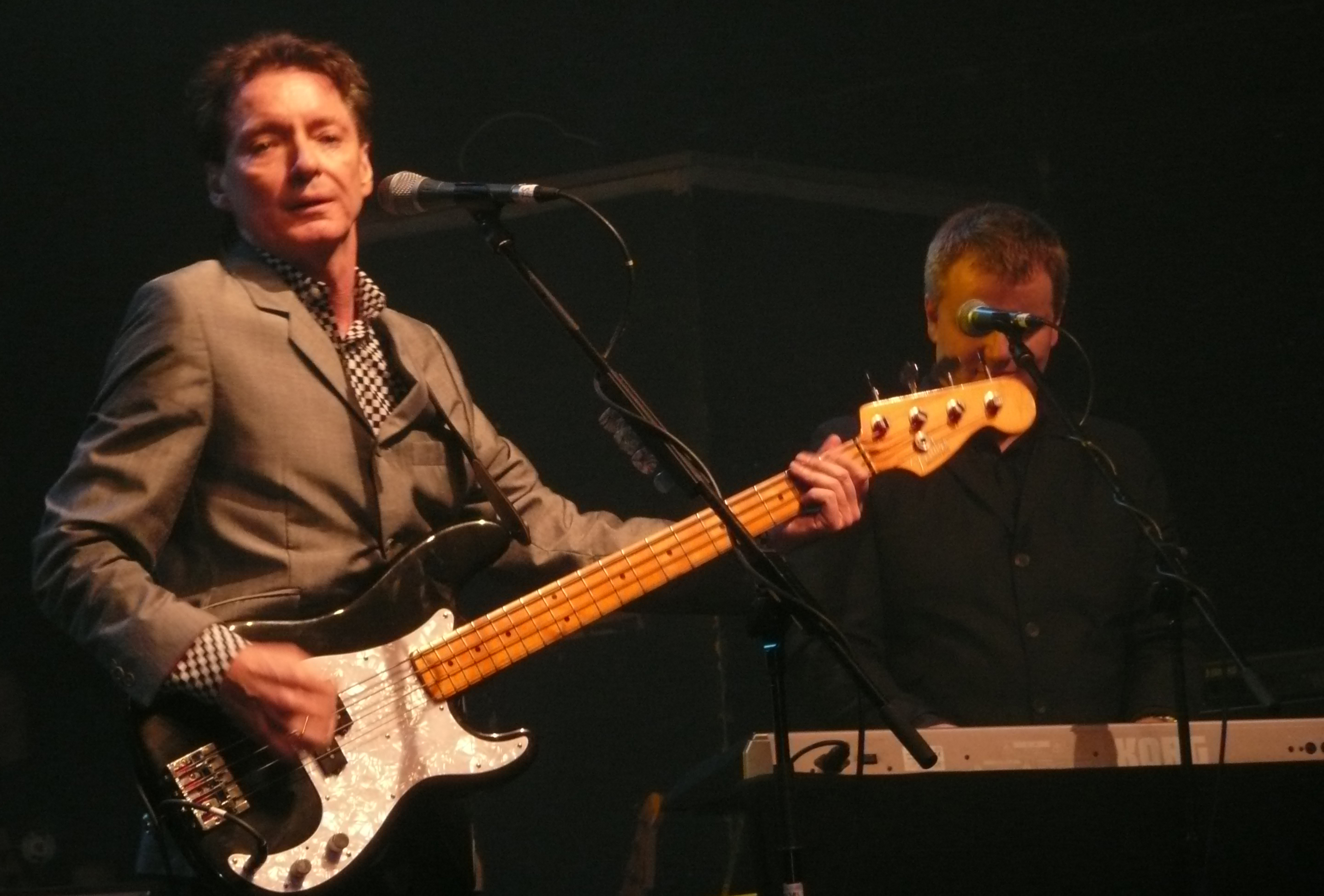
Bruce Foxton in 2007 bij een concert met de tribute-band From The Jam

Bruce Douglas Foxton (1 september 1955, Woking, Surrey) is een Brits bassist, zanger en songschrijver. Hij is vooral bekend van de rockband The Jam waaraan hij samen met drummer Rick Buckler een even belangrijke bijdrage leverde als voorman Paul Weller.

## Biografie

### The Jam
Foxton groeide op met twee oudere broers in Sheerwater, een buitenwijk van Woking. Op school raakte hij geïnteresseerd in voetbal en technisch tekenen. In 1972 ging Foxton van school om samen met zijn broer Derek in een drukkerij te gaan werken. Hij vormde een personeelsband die echter weinig vooruitgang boekte, vandaar dat hij naar The Jam overstapte; dit ondanks zijn aanvankelijke reserves tegen het toenmalige coverrepertoire.
Foxton speelde in eerste instantie gitaar en Paul Weller bas, maar na het vertrek van gitarist Steve Brookes wisselden ze van instrument. Gedurende zijn tijd bij The Jam schreef en zong Foxton ook enkele nummers waaronder News of the World uit 1978 en Smithers-Jones dat in twee versies werd opgenomen; respectievelijk als B-kant van When You're Young uit 1979 en als albumtrack op Setting Sons. In deze periode ontdekte hij ook The Vapors; deze new wave-band opende in mei 1979 tweemaal voor The Jam en scoorde een hit met Turning Japanese. 

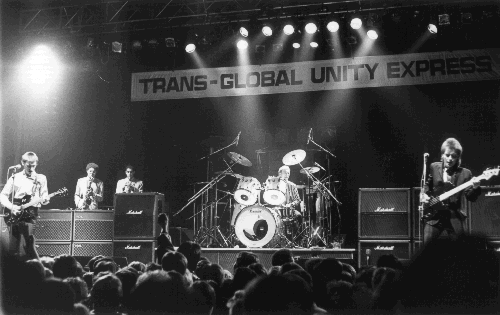
The Jam in 1982

The Jam werd geassocieerd met de punkgolf en de Modrevival, maar vanaf 1980 raakte hun muziek beïnvloed door de soulplaten uit Wellers jeugd; dit resulteerde onder meer in de hit Town Called Malice en het bijbehorende album The Gift die beiden ook buiten het Verenigd Koninkrijk succesvol waren. Toch kregen Foxton en Buckler medio 1982 adembenemend en broodrovend nieuws; Weller had besloten om The Jam op het hoogtepunt op te heffen en zijn soulaspiraties voort te zetten met The Style Council. Foxton vatte dit slecht op en liep boos weg tijdens de opnamen voor de videoclip van de single The Bitterest Pill (I Ever Had to Swallow); uiteindelijk keerde hij terug voor de afscheidstournee die tot 11 december 1982 duurde.    

### Solocarrière I
Foxton bracht in de zomer van 1983 zijn eerste solosingle uit; Freak was met een 23e plaats in de Britse hitlijst ook meteen zijn succesvolste. In mei 1984 verscheen het album Touch Sensitive dat het in kritisch en commercieel opzicht moest afleggen tegen het Style Council-debuut Café Bleu. 
Foxton concentreerde zich daarna op een carrière als sessiemuzikant; zo speelde hij in 1988 op een album van The Rhythm Sisters.

### Samenwerkingen met Rick Buckler
Ondertussen bleef Foxton contact houden met Buckler; in 1986 brachten ze samen met zanger/gitarist Jimmy Edwards een single uit onder de naam Sharp en in 1994 werkten ze mee aan The Jam: Our Story waarin zij hun kant van het verhaal vertelden. In 2007 sloot Foxton zich aan bij Buckler's tribute-band The Gift die daarbij tot From The Jam werd herdoopt. In december 2007 namen ze een dvd op in de Londense Astoria. Buckler haakte in 2009 af na kritiek van Weller en werd uiteindelijk manager.

### Stiff Little Fingers
In 1990 trad Foxton toe tot de heropgerichte punkband Stiff Little Fingers; hij kwam in de plaats van Ali McMordie, schreef diverse songs samen met zanger Jake Burns, vertolkte bij concerten zijn Smithers-Jones en verving Russel Emanuel als manager. In 2006 kwam er na vijftien jaar en vijf albums een einde aan zijn Stiff Little Fingers-periode door de terugkeer van McMordie.

### Weerzien met Weller
In 2006 stond Foxton in het voorprogramma van The Who als lid van de supergroep Casbah Club (met o.a. Pete Townshends broer Simon en leden van de band Big Country); Weller was ook aanwezig en backstage kwam het na 24 jaar tot een verzoening. Ze steunden elkaar bij het verlies van een dierbare; Foxton verloor begin 2009 zijn vrouw Pat aan borstkanker en kwam op 5 mei naar de begrafenis van Wellers vader die meer dan dertig jaar de rol van manager vervulde. Ook speelde Foxton mee op twee nummers van Wellers album Wake Up the Nation dat in april 2010 uitkwam.  Een maand later, op 25 mei, was hij te gast bij het concert van Weller in de Royal Albert Hall; naast het nieuwe Fast Car/Slow Traffic speelden ze de Jam-klassiekers The Eton Rifles en The Butterfly Collector.

### Solocarrière II
In oktober 2012 bracht Foxton met crowdfunding zijn tweede soloalbum uit; Back in the Room, medegeschreven met From The Jam-leden Russell Hastings (zanger) en Mark Brzezicki (drummer). Gastbijdragen waren er onder meer van Steve Norman (saxofonist/percussionist van Spandau Ballet) en Weller die op drie nummers meespeelde. 
In 2016 verscheen Smash The Clock waarop Foxton andermaal samenwerkte met Weller, tot lovende reacties van de pers. "Dit is het beste album dat Weller nooit heeft gemaakt" schreef het online magazine Get Ready To Rock. 
Foxton en Hastings bleven optreden als From The Jam; in 2017 en 2019 vierden ze de veertigjarige jubilea van het platencontract van The Jam en het album Setting Sons. Bij die laatste tournee verzorgden de heropgerichte Vapors het voorprogramma.  
- Bibliothèque nationale de France: cb13894096n (data)
- Gemeinsame Normdatei: 134376323
- International Standard Name Identifier: 0000 0000 8133 3018
- Library of Congress Control Number: n94021076
- MusicBrainz: 18f3b19a-eeee-4c02-a856-0a4639a693dd
- Virtual International Authority File: 54332414
- WorldCat: E39PBJk8WB4vbb7JwjvPXGJJjC